# Plumper Cove Marine Provincial Park
Der Plumper Cove Marine Provincial Park ist ein 66 Hektar großer Provincial Park in der kanadischen Provinz British Columbia und einer der ältesten Marine Provincial Parks der Provinz. Der Park befindet sich auf der Insel Keats Island, am Eingang des Howe Sound, und liegt im Sunshine Coast Regional District. Da der Park auf einer kleinen Insel ohne Autoanbindung liegt, ist er nur auf dem Wasserweg oder zu Fuß zu erreichen. Der Zugang zu Fuß ist nur von der Westseite der Insel möglich. Dabei muss die Insel vom Fähranleger aus, der im Auftrag von BC Ferries betrieben wird, in voller Breite überquert werden.
Der Park liegt im Bereich des im September 2021 neu eingerichteten Biosphärenreservat Atl'ka7tsme/Howe Sound, einem der drei UNESCO-Biosphärenreservate in der Provinz.

## Anlage
Der kleine Park umfasst sowohl Land- als auch Wasserflächen. Zum Park gehören sowohl 33 Hektar Landflächen wie auch 33 Hektar Gezeitenzone und vorgelagerte Gewässer. Er liegt an der Nordwestseite von Keats Island am Shoal Channel, gegenüber der Kleinstadt Gibsons. Da es sich bei dem Park um einen Marine Park handelt, gehört zur touristischen Infrastruktur auch ein Fähr- und Bootsanleger, an dem bis zu 20 Boote anlegen können.
Bei dem Park handelt es sich um ein Schutzgebiet der Kategorie II (Nationalpark).

## Geschichte
Wie bei fast allen Provinzparks in British Columbia gilt jedoch auch für diesen, dass er – lange bevor die Gegend von Einwanderern besiedelt oder Teil eines Parks wurde – Jagd- und Fischereigebiet verschiedener Stämme der First Nations war, hier hauptsächlich der Sechelt und der Squamish.
Der Park wurde im Jahr 1960, damals noch unter dem Namen Plumper Cove Park, eingerichtet und gehört nach dem Maquinna Marine Provincial Park, dem Montague Harbour Marine Provincial Park und dem Rebecca Spit Marine Provincial Park zu den ältesten Marine Provincial Park in British Columbia. Seinen heutigen Namen erhielt der Park erst im Jahr 1988. Der Namensänderung folgte im Jahr 2000 eine Größenänderung. Danach wurde die Größe des Parks auf 33 Hektar Landflächen sowie auf 23 Hektar Gezeitenzone festgesetzt. Im Jahr 2004 erfolgte nochmals eine Größenänderung. Dabei wurde die Fläche der Gezeitenzone ebenfalls auf 33 Hektar festgelegt.
Namensgebend für den Park ist die Bucht, an welcher dieser liegt. Deren Name geht wiederum zurück auf das Vermessungsschiff der britischen Royal Navy HMS Plumper. Von 1857 bis 1861 führte das Schiff Vermessungen und hydrographische Aufzeichnungen an der kanadischen Westküste durch.

## Flora und Fauna
Das Ökosystem von British Columbia wird mit dem Biogeoclimatic Ecological Classification (BEC) Zoning System in verschiedene biogeoklimatischen Zonen eingeteilt. Biogeoklimatische Zonen zeichnen sich durch ein grundsätzlich identisches oder sehr ähnliches Klima sowie gleiche oder sehr ähnliche biologische und geologische Voraussetzungen aus. Daraus resultiert in den jeweiligen Zonen dann auch ein sehr ähnlicher Bestand an Pflanzen und Tieren. Innerhalb dieser Systematik wird das Parkgebiet der Coastal Douglas Fir Zone zugeordnet. Entsprechend dem Namen der Zone ist im Park die Küsten-Douglasie die vorherrschende Baumart.
Entsprechend seiner Insellage und der Größe der Insel finden sich im Plumper Cove Marine Provincial Park ausschließlich kleine Säugetiere wie der Waschbär. Weiterhin finden sich zahlreiche Vögel, hauptsächlich Wasservögel, aber auch Weißkopfseeadler.

## Aktivitäten
Der Park ist ein beliebtes Ziel bei Wassersportlern. Besonders Nutzer von Motorbooten und Yachten nutzen den Park zu Ankern und übernachten. Der Park verfügt über keine Stellplätze für Wohnmobile, allerdings finden sich dort 16 vorbereitete Flächen für Zelte. Ebenfalls verfügt er über eine Anzahl von festen Tischen und Bänken. Zusätzlich sind noch einfachste Sanitäranlagen vorhanden. Durch den Park zieht sich ein zwei Kilometer langer Rundwanderweg.

## Benachbarte Parks
Zahlreiche weitere Provincial Parks finden sich auf anderen Inseln im Howe Sound (zum Beispiel auf Bowen Island der Apodaca Provincial Park oder Halkett Bay Provincial Park auf Gambier Island), im Süden auf dem Festland (zum Beispiel der Porteau Cove Provincial Park oder der Shannon Falls Provincial Park), sowie im Norden an der Sunshine Coast (unter anderem der Mount Elphinstone Provincial Park oder der Porpoise Bay Provincial Park).